# Igreja São Benedito (Andrelândia)
A Igreja São Benedito, no bairro do Areão, foi construída sob a orientação do padre José Tibúrcio, e sua história pode ser conhecida fielmente através das palavras do próprio vigário num texto que ele preparou às vésperas da consagração desse templo.
"Ergue-se esteticamente bela e liturgicamente funcional", no bairro do Areão, em Andrelândia a Igreja de S. Benedito, projetada pelo engenheiro Jéder José Assi, natural de Poço Fundo MG e residente em Andrelândia na época, que lhe acompanhou a construção, dessa paróquia, sob a orientação do Padre José Tibúrcio do Nascimento, pároco de Andrelândia. Possui arquitetura moderna, imitando o gesto acolhedor de Jesus Cristo. Em 15 de outubro de 1989, foi solenemente consagrada pelas mãos do Bispo Diocesano, D. Antônio Carlos Mesquita. Antes de existir a Igreja de S. Benedito, existia a Capela de São Benedito; a qual foi construída por Arthur Felizberto de Carvalho (Arthur Capitão), Pio Nunes de Azevedo, Victor Antônio Teixeira, Anthero Arantes, José de Paula Carvalho, João de Matos e com a ajuda de muitas outras pessoas.
O que também se sabe da antiga Capela de S. Benedito, é que ela era edificada no centro da atual Praça Dr. Simplício Dias Nascimento; com um cruzeiro ao lado. Sabe-se também que sua construção foi na década de 1930 e teve doações de terreno e material. A sua inauguração foi no dia 27 de setembro de 1936, quando a imagem do padroeiro, São Benedito, foi transladada da Igreja Matriz para lá, onde permaneceu até a derrubada da capela e conseqüente construção da atual igreja. 